# Wolfeboro
Wolfeboro ist eine Town im Carroll County im Bundesstaat New Hampshire in den USA. Die Einwohnerzahl betrug laut dem Census von 2020 6.416, die sich auf 4400 Haushalte verteilten. Wolfeboro nennt sich „America's Oldest Summer Resort“.

## Geografie

### Lage
Wolfeboro liegt in der "Lakes Region", dem Seengebiet von New Hampshire am Ostufer des Lake Winnipesaukee. Daran anschließend liegen im Norden Tuftonboro und Ossipee, im Osten Wakefield sowie Alton in Belknap County im Süden.

### Gemeindeteile
Siedlungen in der Gemeinde sind East Wolfeboro, Fernald, Keewaydin, North Wolfeboro, South Wolfeboro, Stockbridge Corner, Wolfeboro Center, Wolfeboro Falls und Cotton Valley Station. Das United States Census Bureau scheidet zu Statistikzwecken den Wolfeboro census-designated place aus, der den Kernort von Wolfeboro umfasst.

## Geschichte

### Frühgeschichte, Winnipesaukee
Das Gebiet des Sees war durchgängig ab dem 8. Jahrtausend v. Chr. bewohnt. Die Winnipesaukee, nach denen der See benannt ist, zählten 1614 über 400 Angehörige, die verschiedene Lager aufsuchten, darunter eines an den Wolfeboro Falls. Ihr Winterdorf Aquadoctan oder Aquedaukenash (The Weirs) lag am See. Pockenepidemien, jahrzehntelang immer wieder aufflackernde Kämpfe zwischen den Abenaki, zu deren westlichem Zweig die Winnipesaukee gehörten, den Mohawk, vor allem aber zwischen Franzosen und Briten dezimierten ihre Zahl so sehr, dass 1696 die wenigen noch verbliebenen Familien am Winnipesaukee-See ihr Dorf Aquadoctan verließen. Sie schlossen sich dem Stamm der Pequaket am Saco River beim heutigen Fryeburg in Maine an.

### Britische Kolonialzeit, Unabhängigkeit der USA

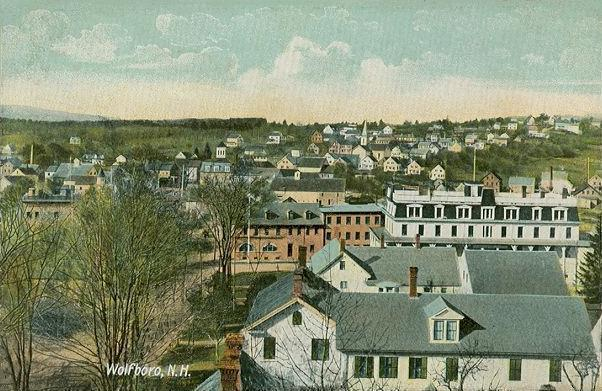
Blick von oben auf die Siedlung, 1909

Die Town wurde vom britischen Gouverneur Benning Wentworth 1759 an vier Männer aus Portsmouth ausgegeben und erhielt ihren Namen nach dem englischen General James Wolfe, der die Franzosen 1759 vor Québec besiegt hatte. 1763 kamen 930 Hektar  zu den bereits für den Gouverneur reservierten Ländereien im Umfang von 24 Hektar. 1768 kamen die ersten Siedler, 1770 wurde die kleine Siedlung inkorporiert. John Wentworth, der Neffe des Gouverneurs, errichtete dort 1771 ein Anwesen namens Kingswood. Dies war, so behauptet die Marketingindustrie, das erste Sommeranwesen in Neuengland, doch wurde es 1820 ein Raub der Flammen. Der Gouverneur wollte aber wohl kaum die Tourismusära einläuten, sondern die ökonomische Entwicklung in dem weit abgelegenen Winkel anregen. Zudem musste er gegen Ende der Amerikanischen Revolution als Loyalist die Vereinigten Staaten verlassen und nach Kanada gehen, das britisch blieb. Sein häufig als „Plantage“ bezeichnetes Anwesen war zu dieser Zeit noch unfertig.

### Älteste Gebäude, Schule
1778 entstand das älteste erhaltene Gebäude von Wolfeboro. Es handelt sich um das Hauptgebäude einer Farm, die sich zwischen der South Main Street und dem Ufer des Lake Winnipesaukee erstreckte. Joseph Clark kaufte das Haus 1817 der Evans-Witwe ab, die dort einen Inn unterhalten hatte, dort also einen Ausschank mit Übernachtungsmöglichkeit betrieben hatte. Clark war ein Kunsttischler aus Greenland, unweit von Portsmouth. 1917 schenkten die Clarks das Gebäude der Town of Wolfeboro, die Scheune wurde allerdings an die nahe gelegene Goodrich Road versetzt.

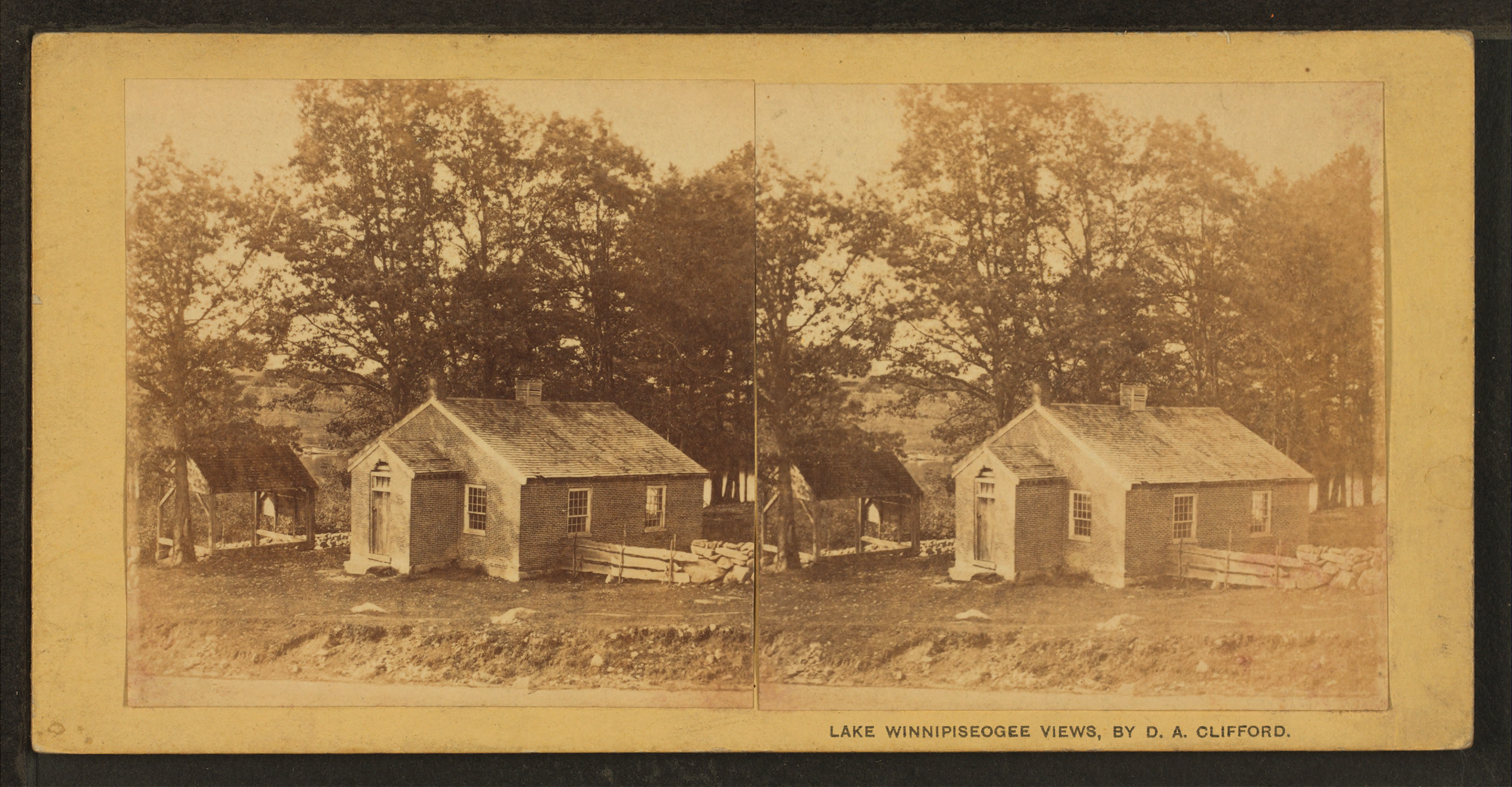
Das Schulgebäude, 1889

1805 entstand die erste Schule im Pleasant Valley in South Wolfeboro, die, wie es üblich war, nach dem Standort den Namen Pleasant Valley School erhielt. Später erhielt die Schule mit ihren 25 bis 50 Schülern den Namen Townsend School, weil das Gebäude in der Nähe des Hauses von Reverend Isaac Townsend stand, des ersten in Wolfeboro tätigen Priesters. 1959 wurde sie in den Clark Museum Complex versetzt.

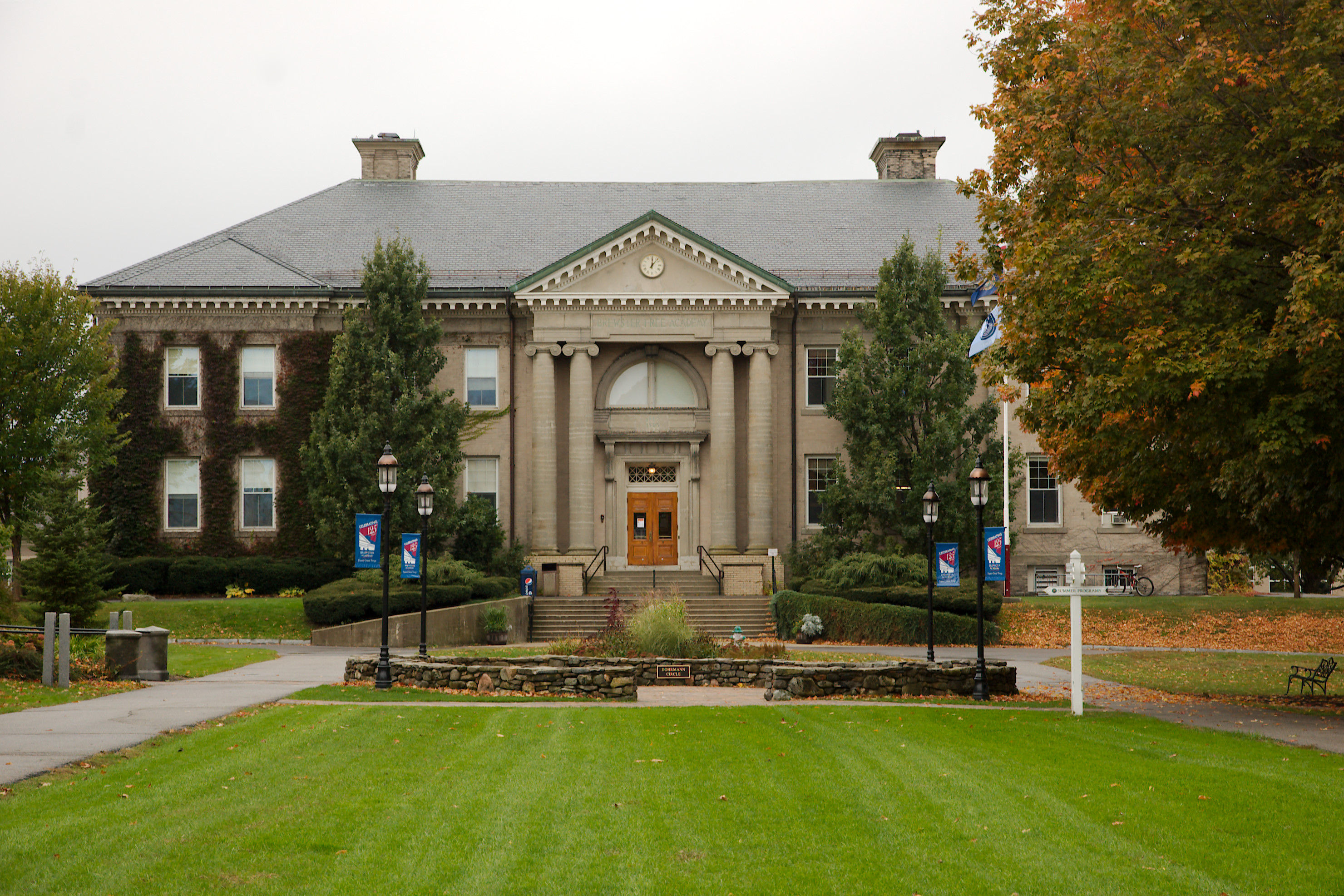
Hauptgebäude der Brewster Academy

1820 wurde das heutige Internat Brewster Academy gegründet. Zunächst hieß es Wolfeboro & Tuftonboro Academy, ab 1887, zu Ehren eines Stifters namens John Brewster, Brewster Free Academy. Ab 1964 war die Academy die einzige Highschool in Wolfeboro.

### Tourismus
Mit The Pavilion entstand 1850 das erste größere Hotel, dem weitere folgten. Mit dem Stapellauf der Mount Washington kamen ab 1872 auch Touristen über den See.

### Historische und archäologische Forschung
1925 wurde die Wolfeboro Historical Society gegründet, die das Clark House anmietete; 1959 wurde es an seinen heutigen Standort versetzt. Dort entstand nach 2006 eine Scheune aus den 1840er Jahren neu.
1934 und 1935 wurden die ersten Grabungen im Wentworth-Anwesen durchgeführt, deren Ergebnisse die Tourismusindustrie zu einer Werbekampagne nutzte.